# Hércules Brito Ruas
Hércules Brito Ruas, meglio noto solo come Brito (Rio de Janeiro, 9 agosto 1939), è un ex calciatore brasiliano di ruolo difensore, campione del mondo nel 1970 con la Nazionale brasiliana.

## Carriera

### Club
Brito iniziò la sua carriera nel 1955 nelle file del Vasco da Gama, squadra in cui rimase fino al 1969, eccetto per un breve periodo all'Internacional nel 1960, e con cui vinse 2 Campionati Carioca, 2 Tornei Rio-San Paolo e una Taça Guanabara.
Dopo aver lasciato il Vasco da Gama nel 1969, firmò per il Flamengo, l'anno seguente per il Cruzeiro e quello successivo per il Botafogo, in cui rimase fino al 1974.
Si ritirò nel 1979, dopo aver giocato anche per il Corinthians, l'Atlético Paranaense, i canadesi del Le Castor, i venezuelani del Deportivo Galicia, il Democrata di Governador Valadares e il River.
Durante la sua carriera vinse il Bola de Prata, premio assegnato dalla rivista Placar ai migliori 11 giocatori del campionato brasiliano, nel 1970.

### Nazionale
Brito conta 47 presenze con la Nazionale brasiliana, con cui esordì il 30 maggio 1964 a Rio de Janeiro contro l'Inghilterra (5-1).
Ha fatto parte della selezione che partecipò ai Mondiali 1966, dove disputò una sola partita contro il Portogallo, e di quella che vinse i Mondiali 1970, dove scese in campo in tutte e sei le partite giocate dalla Seleção.

## Palmarès

### Club
- Campionato Carioca: 2

Vasco da Gama: 1956, 1958
- Torneo Rio-San Paolo: 2

Vasco da Gama: 1958, 1966
- Taça Guanabara: 1

Vasco da Gama: 1965

### Nazionale
- Campionato mondiale: 1

Messico 1970
- Coppa d'Indipendenza Brasiliana: 1

1972

### Individuale
- Bola de Prata: 1

1970